# Reizo Koike
Reizo Koike (japonès: 小池禮三)  (Numazu, 12 de desembre de 1915 - 3 d'agost de 1998) va ser un nedador japonès que va competir durant la dècada de 1930.
El 1932 va prendre part en els Jocs Olímpics de Los Angeles, on va guanyar la medalla de plata en els 200 metres braça del programa de natació. Quatre anys més tard, als Jocs de Berlín, guanyà la medalla de bronze en la mateixa prova. En el seu palmarès també destaquen 8 campionats nacionals.
En finalitzar la Segona Guerra Mundial passà a exercir d'entrenador de l'equip de natació olímpic japonès i fou president de la Federació Japonesa de Natació. El 1990 va rebre l'Orde Olímpic de plata, i el 1996 fou incorporat a l'International Swimming Hall of Fame. Va morir de càncer de pulmó el 1998.